# 糖質の核磁気共鳴分光法
糖質の核磁気共鳴分光法（とうしつのかくじききょうめいぶんこうほう、英: carbohydrate NMR spectroscopy）は、核磁気共鳴 (NMR) 分光法の糖質（炭水化物）の構造および立体配座解析への応用である。本手法によって、合成および天然由来の単糖および多糖類の構造を決定することが可能となる。また、糖の立体配座（コンホメーション）の決定にも有用である。糖質サンプルに用いられる500 MHzを越える最新の高磁場強度NMR機器では、一連の一次元および2次元NMRによって糖質化合物の一次構造ならびにコンホメーションを決定することが可能である。

## 感度とサンプル量
磁石サイズの増加に加えて、いくつかの要素によってNMR機器の感度は決定される。Shigemiチューブが少ないサンプル量には理想的であり、様々な重水素化NMR溶媒に適したものが利用可能である。NMRシステムの高周波数 (rf) 受信用コイルや前置増幅器（プリアンプ）を極低温で冷却し熱ノイズを低減することによって感度を上昇させる、コールドプローブも使用される。

## 糖質の化学シフト
糖残基中の核の一般的な化学シフトの範囲は、
- 環上のプロトンの一般的な1HNMR化学シフトは3 - 6 ppm
- 環上の炭素の一般的な13CNMR化学シフトは60 - 110 ppm

である。
単純な単糖の場合は、十分に高磁場（大抵 500 MHz以上）のNMRを使用すると全てのプロトンのシグナルが分離する。

### アノマー中心
通常、アノメリックプロトンの化学シフトは、その他の環上のプロトンよりもNMRスペクトルにおいて低磁場側（ppm大）の4〜6 ppmに現われる。この特徴的な化学シフトのため、アノメリックプロトンのシグナルは一般的にスペクトル解析の鍵となる。
α-ピラノシドのエクアトリアル位のアノメリックプロトンはβ-ピラノシドのアキシャル位のアノメリックプロトンの低磁場側に観測される。この差は環内の酸素原子による反遮蔽効果と関連しており、エクアトリアル位のアノメリックプロトンは酸素原子により近い位置にある。加えて、循環σ電子の異方性効果によってエクアトリアル位周辺に反遮蔽領域が形成される。
通常、アノメリック炭素は、アセタール炭素において一般的な90〜110 ppmに現われる。この化学シフトによりC-1位の立体化学を決定するのは信頼できる方法ではないが、大抵β-アノマーのC-1炭素はα-アノマーのものよりも低磁場側に現われる。

### 非アノマー中心
通常、非アノメリックプロトンは3〜4 ppmに見られる。スペクトルの重複が見られることもあるが、今日の高磁場機器を使用すれば単糖類の個々の共鳴を分離することが可能である。
通常、非アノメリック炭素は60〜85 ppmに見られる。予想される通り、二級炭素は一級炭素よりもより低磁場側で観測される。

## 多糖類のNMR
多糖類の1H NMRスペクトルの3〜4 ppm付近はシグナルが重複してしまうため、単純な一次元実験ではそれらのシグナルを区別することができない。したがって、二次元NMR実験が好都合である。

## 相関分光法
COSY（correlation spectroscopy）は、糖質の構造解析に有用である。二次元COSYスペクトル中の交差ピーク（クロスピーク）は2つのプロトン間のカップリング（2あるいは3結合）を示している。このカップリング情報を用いることで、通常アノメリックプロトンを出発地点として単糖の環状を辿りそれぞれのプロトンを決定することができる。
2D-TOCSY実験は、2D-COSY実験と同様にカップリングしたプロトン間に交差ピークが観測される。しかしながら、TOCSYによってさらにスピン系の全てのプロトンとの相関の情報を得ることができる。多糖類の場合は、それぞれの糖残基は独立したスピン系であるため、特定の糖残基の全てのプロトンを区別することが可能である。一次元版のTOCSYもまた利用可能であり、単一のプロトンに電磁波を照射すると、スピン系の残りのプロトンが明らかとなる。
近年のこの技術の進歩には、1D - CSSF - TOCSY (chemical shift selective filter - TOCSY) 実験の開発がある。本手法により高品質のスペクトルが得られ、カップリング定数を抽出し立体化学の決定に役立てることができる。